# Ricardo Palacio
El general Ricardo Palacio fue un político mexicano que fue gobernador de Colima. Nació en Guadalajara en 1807. Palacio fue administrador de la aduana en Manzanillo, así como varias veces diputado al Congreso de Colima y en tres ocasiones gobernador interino del mismo estado. 
Llegó a Colima con las fuerzas del general Ignacio Comonfort en 1855, combatiendo en la Segunda Intervención Francesa en México y estuvo con el General Ramón Corona en Sinaloa, aunque volvió a Colima nuevamente como administrador de la aduana, en cuyo puesto murió el 25 de octubre de 1880.
Como liberal, apoyó a Benito Juárez como titular del Poder Ejecutivo. Una calle de la ciudad de Colima lleva en honor su nombre.
| Predecesor: José Silverio Núñez | Gobernador de Colima 1858 | Sucesor: Miguel Contreras Medellín |